# Madonna col Bambino e dieci santi
Madonna col Bambino e dieci santi è un dipinto di Andrea di Bonaiuto. Eseguito tra il 1365 e il 1370 circa, è conservato alla National Gallery di Londra.

## Descrizione
Al centro dell'opera è ritratta la Madonna col Bambino; ai lati sono raffigurati dieci santi: Marco, Pietro Martire, Tommaso d'Aquino, Domenico e Luca sulla sinistra; Giovanni, Gregorio, Caterina e Maria Maddalena e un vescovo con in mano un libro, probabilmente Tommaso Becket.

## Provenienza
L'opera potrebbe essere proveniente dalla chiesa domenicana di chiesa di Santa Maria Novella a Firenze, a cui Andrea di Bonaiuto era particolarmente legato; alcuni dei santi raffigurati sono infatti domenicani, e a tutti loro sono dedicati altari nella chiesa fiorentina.